# Here Come the 123s
Here Come the 123s é o décimo terceiro álbum de estúdio da banda They Might Be Giants, lançado a 5 de Fevereiro de 2008.
É a continuação do álbum de 2005 Here Come the ABCs. O álbum venceu um Grammy Awards na categoria "Best Musical Album For Children" em 2009.

## Faixas

### CD
1. "Here Come the 123s" – 0:08
2. "Zeroes" – 1:06
3. "One Everything" – 2:52
4. "Number Two" – 2:19
5. "Triops Has Three Eyes" – 2:35
6. "Apartment Four" – 1:21
7. "High Five!" – 2:23
8. "The Secret Life of Six" – 2:01
9. "Seven" – 2:09
10. "Seven Days of the Week (I Never Go To Work)" (feat. Mark Pender) – 1:54
11. "Figure Eight" – 2:36
12. "Pirate Girls Nine" – 1:21
13. "Nine Bowls of Soup" – 2:12
14. "Ten Mississippi" – 0:51
15. "One Dozen Monkeys" – 1:34
16. "Eight Hundred and Thirteen Mile Car Trip" – 0:57
17. "Infinity" – 3:13
18. "I Can Add" – 2:04
19. "Nonagon" – 1:23
20. "Even Numbers" – 2:35
21. "Ooh La! Ooh La!" – 1:56
22. "Heart of the Band" – 1:39
23. "Hot Dog!" – 2:29
24. "Mickey Mouse Clubhouse Theme" – 0:57
25. "One Two Three Four" – 1:11
26. "John Lee Supertaster" (Ao vivo) – 3:09
27. "Bed, Bed, Bed" (Ao vivo) – 2:13

### DVD
1. "Here Come the 123s"
2. "The Zeroes"
3. "One Everything"
4. "Number Two"
5. "Triops Has Three Eyes"
6. "Apartment Four"
7. "High Five!"
8. "The Secret Life of Six"
9. "Seven"
10. "Seven Days of the Week (I Never Go To Work)"
11. "Figure Eight"
12. "Pirate Girls Nine"
13. "Nine Bowls of Soup"
14. "Ten Mississippi"
15. "One Dozen Monkeys"
16. "Eight Hundred and Thirteen Mile Car Trip"
17. "I Can Add"
18. "Nonagon"
19. "Even Numbers"
20. "Ooh La! Ooh La!"
21. "Heart Of the Band"
22. "Hot Dog!"
23. "Mickey Mouse Clubhouse Theme"
24. "One Two Three Four"